# 板倉朋希
板倉 朋希（いたくら ともき、1985年9月17日 - ）は、テレビ朝日のアナウンサー。

## 来歴
広島県生まれ。小学2年生まで広島県に住み、神奈川県川崎市へ引っ越す。神奈川県立多摩高等学校、学習院大学経済学部経営学科卒業。
中学・高校時代は野球部に所属。大学一年生の終わり頃に、野球サークル「Zealous（ジーラス）」を立ち上げて活動。浅羽ゼミに所属していた。
2009年4月、テレビ朝日に入社。同期は宇賀なつみ（2019年3月末に退社後に現在フリー）・加藤真輝子（2024年12月末で退社）・三上大樹（2024年10月に死去）。
入社後は主に報道番組を担当する。
2012年1月に大学時代の同級生と結婚。同年9月、東京都内で挙式した。
2015年、第1子（長男）が生まれる。2021年9月8日、妻の第2子（次男）出産に伴い1ヶ月育児休業を取得。

## 人物
公式ホームページを参照
- 趣味・特技：サーフィン[11]、波情報のチェック、サーフィンの動画を見ること、ゴルフ[11]、サウナ[11]、海外ドラマを見ること
- 好きな言葉：謙虚。等身大で。
- 幸せを感じるとき：家族と一緒にいるとき。早朝、まだ日が昇る前、サーフボードにまたがって波待ちしているとき。
- お気に入りの映画：アクション、ＳＦ、スパイ映画など
- 好きな本：警察小説
- 家族：父、母、祖父母。結婚後は妻、息子が2人[8]。

## 出演番組
報道・情報・ワイドショー番組
| 期間       | 期間      | 番組名                        | 役職                                                  |
| ---------- | --------- | ----------------------------- | ----------------------------------------------------- |
| 2010年4月  | 2015年9月 | スーパーJチャンネル           | 平日リポーター                                        |
| 2012年10月 | 2015年3月 | ポータル ANNニュース&スポーツ | スポーツ担当キャスター                                |
| 2013年4月  | 2016年3月 | スーパーJチャンネル           | 木・金曜日サブキャスター                              |
| 2013年10月 | 2015年3月 | みんなの疑問 ニュースなぜ太郎 | 進行キャスター                                        |
| 2015年4月  | 2016年3月 | 週刊ニュースリーダー          | 進行アナウンサー                                      |
| 2015年10月 | 2016年3月 | ワイド!スクランブル           | 10時台ニュースコーナー兼『ANNニュース』担当キャスター |
| 2016年4月  | 2020年9月 | 報道ステーション              | リポーター                                            |
| 2017年4月  | 現在      | サタデーステーション          | サブキャスター                                        |
| 2017年4月  | 2020年9月 | サンデーステーション          | サブキャスター                                        |
| 2020年10月 | 2022年3月 | 羽鳥慎一モーニングショー      | 月～木曜日コーナー担当                                |
| 2022年4月  | 2023年9月 | 羽鳥慎一モーニングショー      | 月～水曜日コーナー担当                                |
| 2022年4月  | 現在      | 報道ステーション              | 金曜日メインキャスター                                |
| 2023年10月 | 現在      | 羽鳥慎一モーニングショー      | 月・火曜日コーナー担当                                |

スポーツ・特別編成関連・その他
- 速報!甲子園への道（朝日放送、2009年）
- 全国高校野球選手権大会中継 「燃えろねったま!リポート」（朝日放送、2009年）
- 映画「ドラえもん のび太の人魚大海戦」 徹底リサーチスペシャル（CSテレ朝チャンネル、2010年3月） - 司会進行・リポーター
- スーパーJチャンネル（年末年始キャスター、2011年12月29日、2013年12月31日、2014年12月31日、2015年1月1日）